# Arechauna (rejon uszacki)

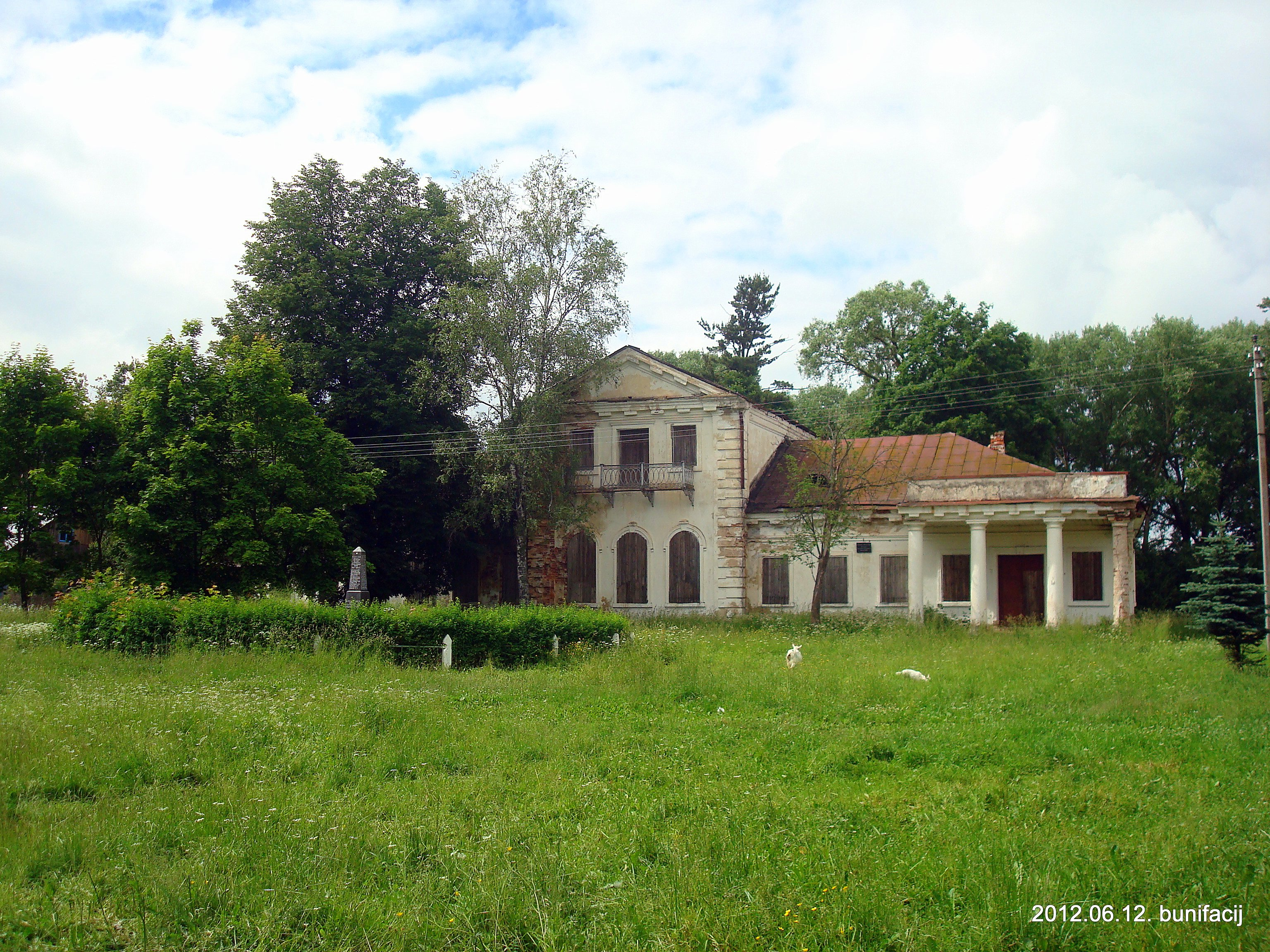
Dwór Hrebnickich w Orzechownie

Arechauna (biał. Арэхаўна; ros. Ореховно, hist. Orzechowno, Łutowo, Zapalewicze) – wieś na Białorusi, w rejonie uszackim obwodu witebskiego, nad jeziorem Arechauna, około 5 km na północny wschód od Uszacza.

## Historia
Najstarsza współcześnie znana wzmianka o Orzechownie pochodzi z 1583 roku, gdy król Stefan Batory potwierdził przywileje nadane tym dobrom w 1554 roku przez króla Zygmunta Augusta, kiedy otrzymał je Olechno Ściepanowicz Rahoza i jednocześnie został uwolniony od danin na rzecz okolicznych zamków. W 1614 roku  właścicielką Orzechowna była Marianna z Rahozów Korsakowa, ale już w 1642 Tadeusz Kmitynicz Sielawa nabył te ziemie od Suszyńskich. Od Sielawów kupili je Rypińscy. Krajczy połocki Jan Rypiński sprzedał je w 1745 roku Antoniemu i Jadwidze Hrebnickim herbu Ostoja, używających wtedy nazwiska Doktorowicz. Antoni był skarbnikiem witebskim. Po jego śmierci Orzechowno i kilka innych majątków odziedziczył jego młodszy syn Mikołaj, poseł na sejm zwyczajny w 1766 roku, strażnik połocki. Kolejnym dziedzicem tych dóbr był jego jedyny syn Dionizy (zm. w 1800 roku), horodniczy połocki, a po nim – jego starszy syn Mikołaj Józef (urodzony w 1789 roku w Orzechownie i tamże zmarły w 1867 roku), marszałek szlachty powiatu lepelskiego, a później guberni witebskiej, który ożenił się z ks. Pauliną Drucką-Lubecką. Mikołaj Józef Hrebnicki ufundował we wsi cerkiew w 1819 roku. Jego syn, Otton Ignacy (1829–1863) zmarł nie ożeniwszy się, w związku z czym Orzechowno przypadło w spadku jego bratu stryjecznemu (synowi Justyna, urodzonemu w 1835 roku), Adamowi Hrebnickiemu, żonatemu z Katarzyną z Niemirowiczów-Szczyttów (ur. w 1838 roku) I voto za hr. Władysławem Mostowskim, córką marszałka drysieńskiego i dziedzica Justynianowa Justyniana Niemirowicza-Szczytta i Józefy Bohomolec. Synowie Adama i Katarzyny, Justyn (Justynian, ur. w 1875 roku) i Jan Tadeusz (ur. w 1877 roku), byli do 1920 roku ostatnimi właścicielami Orzechowna.
Po II rozbiorze Polski w 1793 roku Orzechowno, wcześniej należące do województwa połockiego Rzeczypospolitej, znalazło się na terenie powiatu lepelskiego guberni witebskiej Imperium Rosyjskiego.
W 1863 roku gmina (w skład której wchodziły również wsie Paule, Nacza i Sachonów, należące również do Hrebnickich) liczyła 842 osoby.
Po ustabilizowaniu się granicy polsko-radzieckiej w 1921 roku Orzechowno znalazło się na terenie ZSRR. Od 1991 roku – na terenie Republiki Białorusi. 
Wybudowana w 1819 roku cerkiew św. Paraskewy, wyremontowana w 1884 roku i w latach 90. XX wieku, istnieje do dziś.
W 1978 roku wzniesiono tu pomnik Nadziei Kaściuszenki, 11-letniej dziewczynki rozstrzelanej przez Niemców w czasie II wojny światowej.
We wsi działa centrala telefoniczna, poczta, sklep, restauracja i średnia szkoła.

## Dawny dwór
Majątek w Orzechownie jest opisany w 1. tomie Dziejów rezydencji na dawnych kresach Rzeczypospolitej Romana Aftanazego.